# Valerian Held
Valerian Held (* um 1835; † vor 1910) war ein deutscher Verwaltungsbeamter.

## Leben
Valerian Held studierte an der Universität Breslau. 1854 wurde er Mitglied des Corps Marchia Breslau. Nach Abschluss des Studiums trat er in den preußischen Staatsdienst ein. 1871 wurde er zum Landrat des Landkreises Frankenstein (Schlesien) ernannt. Das Amt hatte er über 31 Jahre bis 1902 inne. 1892 wurde ihm der Charakter eines Geheimen Regierungsrates verliehen. Nach seinem Ausscheiden aus dem Amt lebte er bis zu seinem Tod weiterhin in Frankenstein.